# Condado de Warren (Georgia)
El condado de Warren (en inglés: Warren County), fundado en 1793, es uno de 159 condados del estado estadounidense de Georgia. En el año 2000, el condado tenía una población de 6336 habitantes y una densidad poblacional de 9 personas por km². La sede del condado es Warrenton.

## Geografía
Según la Oficina del Censo, el condado tiene un área total de 743 km² (286,9 mi²), de la cual 739 km² (285,3 mi²) es tierra y 3 km² (1,2 mi²) (0,43%) es agua.

### Condados adyacentes
- Condado de Wilkes (norte)
- Condado de McDuffie (este)
- Condado de Glascock (sureste)
- Condado de Hancock (suroeste)
- Condado de Taliaferro (noroeste)

## Demografía
Según el censo de 2000, había 6336 personas, 2435 hogares y 1692 familias residiendo en la localidad. La densidad de población era de 12 hab./km². Había 2767 viviendas con una densidad media de 5 viviendas/km². El 39,46% de los habitantes eran blancos, el 59,47% afroamericanos, el 0,17% amerindios, el 0,14% asiáticos, el 0,01% isleños del Pacífico, el 0,30% de otras razas y el 0,46% pertenecía a dos o más razas. El 0,80% de la población eran hispanos o latinos de cualquier raza.
Los ingresos medios por hogar en la localidad eran de $27 366, y los ingresos medios por familia eran $32 868. Los hombres tenían unos ingresos medios de $28 177 frente a los $20 082 para las mujeres. La renta per cápita para el condado era de $14 022. Alrededor del 27% de la población estaban por debajo del umbral de pobreza.

## Transporte

### Principales carreteras
- Interestatal 20
- U.S. Route 278
- Ruta Estatal de Georgia 16
- Ruta Estatal de Georgia 80

## Localidades
- Barnett
- Camak
- Jewell
- Norwood
- Warrenton